# María Asunción Pons Fullana
María Asunción Pons Fullana (Ciutadella, 23 d'agost de 1965) és una política menorquina, diputada al Parlament de les Illes Balears en la VIII legislatura (juny 2011-juny 2015) i en l'actual legislatura (X), iniciada el juny de 2019; regidora municipal entre 2015 i 2019.
Pertany actualment a les comissions d'Economia, Assumptes Socials i Estatut del Diputat del Parlament de les Illes Balears.
En el ple de l'Ajuntament de Ciutadella del 15 de setembre de 2016 es va incorporar a la corporació de l'Ajuntament de Ciutadella com a regidora del Grup Municipal del Partit Popular, a l'oposició. En juny del 2019 va finalitzar l'etapa municipal a Ciutadella.
Ha treballat a l'empresa familiar "Casa Fullana", a les oficines del Banco Bilbao Vizcaya (1988-1991) i com a funcionària interina al Consell Insular de Menorca. El 1982 es va afiliar a Alianza Popular, i de 1990 a 1994 fou secretària de la secció ciutadellenca del Partit Popular de Menorca.
Ha estat membre dels comitès de les diferents campanyes electorals a les eleccions municipals de Ciutadella i ha representat a aquesta formació política davant la Junta Electoral. Ha estat exercint com a regidora municipal entre 2015 i 2019.
Fou elegida diputada a les eleccions al Parlament de les Illes Balears de 2011. Ha estat Presidenta de la Comissió d'Assumptes Socials i Drets Humans del Parlament Balear. Durant la legislatura 2011-2015 va ser la portaveu del Grup Popular a la Comissió d'Economia del Parlament. Ponent de la primera Llei Agrària de Balears Llei de Pesca, modernització de la Llei de Caça de Balears i de la Llei de Mesures de Reactivació Econòmica de les Illes Balears.
També participà en la comissió per a l'adjudicació, pel sistema de concurrència, de la gasificació de Menorca (març 2015) i les ponències sobre Salut Mental a Balear i Transport Aeri.
El 29 d'agost de 2016 va ser elegida secretària general del Partit Popular de Menorca, a proposta del llavors president insular, Santiago Tadeo Florit. Va rellevar a Juanjo Pons Anglada, que havia presentat la renúncia el mes abans. Va ser reelegida secretària general del PP-Menorca en el congrés insular celebrat en maig del 2017, en el qual Misericòrdia Sugrañes Barenys va ser elegida presidenta insular.
Va concórrer a les eleccions autonòmiques de Balears celebrades el 26 de maig de 2019. Ocupà el tercer lloc a la candidatura del Partit Popular al Parlament de les Illes Balears per la circumscripció de Menorca. Va obtenir l'acta de diputada, i va prendre possessió el 20 de juny de 2019, al ple de constitució de la X legislatura.